# حسینیه آل عصفور
حسینیه آل عصفور مربوط به دوره قاجار است و در بوشهر، بافت قدیم شهر، محله شنبدی واقع شده و این اثر در تاریخ ۷ اسفند ۱۳۸۶ با شمارهٔ ثبت ۲۱۷۱۶ به‌عنوان یکی از آثار ملی ایران به ثبت رسیده است.